# Йоанис Папарескас
Йоанис Папарескас или Варварескос (на гръцки: Ιωάννης Παπαρέσκας, Βαρβαρέσκος) е гръцки революционер, участник в Негушкото въстание по време на Гръцката война за независимост.

## Биография
Папарескас е роден в 1779 година в западномакедонския град Костур, тогава в Османската империя. Става секретар на каймакамина Мехмед бей. Влиза във Филики Етерия и привлича много хора от Западна Македония. През февруари 1822 година участва като представител на Костур на срещата на лидерите в Добренския манастир край Бер, на която присъстват Зафиракис Теодосиу от Негуш, Георгиос Ньоплиос от Сятища, Панайотис Наум от Воден, войводите Анастасиос Каратасос и Ангел Гацо и други. Там по предложениета на Зафиракис Теодосиу е създаден ръководен комитет на борбата, в който влизат Папарескас, протосингел Григориос, Панайотис Наум и Зафириос Георгиу. Папарескас е натоварен с осигуряване на защитата на прохода при Клисура, за да се предотврати настъплението на османски части от Албания. Самият той с чета костурчани участва в боевете в Каракамен.
След настъплението на османците срещу Негуш, Папарескас заедно с 40 държиловчани и 25 теховчани остава като ариегард, за да осигури изтеглянето на жените и децата в планината и загива в битката пред църквата „Свети Димитър“ на 6 април 1822 година.